# Adam Berberich
Adam Berberich (* 1. November 1914 in Kottweiler; † 25. März 2001 in Villingen-Schwenningen) war ein deutscher Politiker (SPD).

## Leben
Nach mehrjähriger Kriegsgefangenschaft nach Ende des Zweiten Weltkriegs trat Adam Berberich unmittelbar nach seiner Rückkehr in die SPD ein. Er wurde zum Betriebsrat gewählt und engagierte sich in der IG Metall, in der er auch zum Vorsitzenden des Landkreises Villingen gewählt wurde.
Berberich war von 1972 an Abgeordneter des Landtags von Baden-Württemberg. Bei der Landtagswahl 1972 unterlag er knapp gegen seinen Kontrahenten, den späteren Ministerpräsidenten Erwin Teufel, und zog deshalb über das Zweitmandat in den Landtag ein. Dort war er Mitglied des Petitionsausschusses. Nach seiner erneuten Wahl 1976 wurde er in das Präsidium des Landtages berufen. Aus Altersgründen trat Berberich zur Landtagswahl im Jahre 1980 nicht mehr an, blieb aber bis zum Ende seines Lebens ehrenamtlich und politisch engagiert, zum Beispiel als Vorsitzender des Kreisseniorenrats seiner Heimatstadt Villingen-Schwenningen. 
Adam Berberich war verheirateter Vater einer Tochter.

## Ehrungen
- Bundesverdienstkreuz am Bande (20. Januar 1978)[1]
- Verdienstorden des Landes Baden-Württemberg